# Jupp Fileborn
Jupp Fileborn (* um 1917; † September 1963) war ein deutscher Tischtennis-Nationalspieler.
Fileborn begann 1932 beim Verein Grün-Weiß Düsseldorf mit dem Tischtennissport. Als Grün-Weiß sich nach dem Zweiten Weltkrieg in Borussia Düsseldorf integrierte war Fileborn mit dabei. Er war Angriffsspieler und galt auch bei Niederlagen als fairer Sportsmann.
1934 verlor er bei den westdeutschen Meisterschaften das Endspiel gegen Dieter Mauritz nach einer 2:0-Führung im fünften Satz mit 20:22. Bei den Internationalen Deutschen Meisterschaften 1935 in Hamburg erreichte er mit Heinz Benthien das Doppelfinale, was gegen die CSSR-Spieler Bohumil Váňa/Stanislav Kolář im Entscheidungssatz mit 22:24 verloren ging.
Fileborn absolvierte ein Länderspiel. Er beendete seine aktive Laufbahn um 1953.
Fileborn starb im September 1963 an einer Embolie als Folge eines Autounfalls.